# Impera
Impera è il quinto album in studio del gruppo musicale svedese Ghost, pubblicato l'11 marzo 2022 dalla Loma Vista Recordings.

## Tracce
Testi e musiche di A Ghoul Writer, Salem Al Fakir e Vincent Pontare, eccetto dove indicato
1. Imperium – 1:40 (A Ghoul Writer)
2. Kaisarion – 5:02 (Joakim Berg, A Ghoul Writer)
3. Spillways – 3:16
4. Call Me Little Sunshine – 4:44 (A Ghoul Writer, Max Grahn)
5. Hunter's Moon – 3:16 (A Ghoul Writer, Max Grahn)
6. Watcher in the Sky – 5:48
7. Dominion – 1:22
8. Twenties – 3:46
9. Darkness at the Heart of My Love – 4:58
10. Griftwood – 5:16 (A Ghoul Writer, Peter Svensson, Klas Åhlund)
11. Bite of Passage – 0:31 (A Ghoul Writer)
12. Respite on the Spitalfields – 6:42 (A Ghoul Writer, Joakim Berg)

### Extended Impera
LP 1 – Impera
- Lato A

Testi e musiche di A Ghoul Writer, Salem Al Fakir e Vincent Pontare, eccetto dove indicato.
1. Imperium – 1:40 (A Ghoul Writer)
2. Kaisarion – 5:02 (Joakim Berg, A Ghoul Writer)
3. Spillways – 3:16
4. Call Me Little Sunshine – 4:44 (A Ghoul Writer, Max Grahn)
5. Hunter's Moon – 3:16 (A Ghoul Writer, Max Grahn)
6. Watcher in the Sky – 5:48

- Lato B

1. Dominion – 1:22
2. Twenties – 3:46
3. Darkness at the Heart of My Love – 4:58
4. Griftwood – 5:16 (A Ghoul Writer, Peter Svensson, Klas Åhlund)
5. Bite of Passage – 0:31 (A Ghoul Writer)
6. Respite on the Spitalfields – 6:42 (A Ghoul Writer, Joakim Berg)

LP 2 – Live from the Ministry
1. Kaisaron (Joakim Berg, A Ghoul Writer)
2. Spillways
3. Call Me Little Sunshine (A Ghoul Writer, Max Grahn)
4. Hunter's Moon (A Ghoul Writer, Max Grahn)

LP 3 – Phantomime
- Lato A

1. See No Evil (Tom Verlaine) – originariamente interpretata dai Television
2. Jesus He Knows Me (Tony Banks, Phil Collins, Mike Rutherford) – originariamente interpretata dai Genesis
3. Hanging Around (Hugh Cornwell, Jean-Jacques Burnel, Dave Greenfield, Jet Black) – originariamente interpretata dai The Stranglers

- Lato B

1. Phantom of the Opera (Steve Harris) – originariamente interpretata dagli Iron Maiden
2. We Don't Need Another Hero (Graham Lyle, Terry Britten) – originariamente interpretata da Tina Turner

7" – Stay
1. Stay

## Formazione
Hanno partecipato alle registrazioni, secondo le note di copertina:
Gruppo
- Papa Emeritus IV – strumentazione
- Nameless Ghouls – strumentazione

Altri musicisti
- Hux Nettermalm – batteria
- Fredrik Åkesson – chitarra
- Martin Hederos – pianoforte
- Olivia Boman, Minou Forge, Inez Johansson, Elvira Nettermalm, Lita Åhlund, Alva Åkesson – coro (traccia 8)
- Jade Ell, Johanna Eriksson Sanmark, Ida Gratte, Ida Johansson, Anna Mosten, Estherlivia – coro (tracce 9 e 12)

Produzione
- Klas Åhlund – produzione
- Martin Eriksson Sandmark – ingegneria del suono
- Stefan Boman – ingegneria del suono
- Vargas & Lagola – produzione aggiuntiva (tracce 3, 6-9)
- Fat Max Gsus – produzione aggiuntiva (tracce 4 e 5)
- Andy Wallace – missaggio
- Ted Jensen – mastering
- Zbigniew Bielak – copertina
- Mikael Eriksson – fotografia, grafica